# Orbite terrestre moyenne

Différentes orbites terrestres; la partie jaune représente l'orbite terrestre moyenne.

Pour un article plus général, voir Orbite terrestre.
L'orbite terrestre moyenne, communément appelée orbite circulaire intermédiaire ou MEO (en anglais : Medium Earth Orbit), est une orbite autour de la Terre située entre 2 000 et 35 786 kilomètres d'altitude, soit au-dessus de l'orbite terrestre basse et en dessous de l'orbite géostationnaire. 

## Description
L'orbite terrestre moyenne est utilisée pour placer des satellites de navigation tels ceux de Glonass (à une altitude de 19 100 kilomètres), du GPS (à une altitude de 20 200 kilomètres) et de Galileo (à une altitude de 23 222 kilomètres),. On y a lancé également Telstar 1, un satellite de communication.
Les périodes orbitales des satellites situés dans l'orbite terrestre moyenne varient de 2 à 12 heures.